# René Mitongo
René Mitongo Muteba (18 januari 2008) is een Belgisch voetballer die onder contract ligt bij Standard Luik.

## Clubcarrière
Mitongo ondertekende in juni 2023 zijn eerste profcontract bij Standard Luik, dat hem drie jaar eerder had overgenomen van KAA Gent. Op 19 januari 2025, een dag na zijn zeventiende verjaardag, maakte hij zijn officiële debuut voor het beloftenelftal van de club in Eerste nationale. In zijn debuutseizoen speelde Mitongo twaalf competitiewedstrijden voor SL16 FC, waarin hij eenmaal scoorde.
Op 4 april 2025, ruim drie weken na zijn doelpunt tegen de Zébra Élites, maakte Mitongo uitgerekend tegen Sporting Charleroi zijn officiële debuut voor het eerste elftal van Standard: op de zevende speeldag van de Europe play-offs liet Ivan Leko hem in de 85e minuut invallen voor Andréas Hountondji. Zes dagen later liet Leko hem ook een paar minuten voor tijd invallen in het 0-0-gelijkspel tegen KV Mechelen.

## Interlandcarrière
Mitongo werd in mei 2025 door Bob Browaeys voor het EK onder 17 in Albanië. Mitongo was in de kwalificatiecampagne Belgisch topschutter geworden met vier goals.